# Korwinów
Korwinów – wieś w Polsce, położona nad Wartą, w pobliżu Częstochowy, w województwie śląskim, w powiecie częstochowskim, w gminie Poczesna.

## Historia
Pierwotnie wieś należała do dóbr ziemskich dworu we Wrzosowej i została z niego wyłączona w 1878 roku. Miejscowość została założona jako osada po uruchomieniu cegielni na przełomie XIX i XX wieku. Podczas zaborów Korwinów znajdował się w powiecie częstochowskim, guberni piotrkowskiej Imperium Rosyjskiego.
Do 1945 roku na terenie wsi znajdowała się osada Młyńskie Wały, o której pierwsze wzmianki w księgach parafii w Poczesnej pochodzą z 1772 roku. W latach 1931–1954 wieś należała do gminy Wrzosowa. W 1935 roku mieszkańcy wsi i całej gminy żegnali Marszałka Józefa Piłsudskiego, którego trumna z ciałem, przewożona była na platformie kolejowej.
W latach 1975–1998 miejscowość administracyjnie należała do województwa częstochowskiego. W 2010 roku miejscowość została nawiedzona przez powódź w wyniku wylania rzeki Warty.

### Cegielnia Korwinów
Wpływ na uruchomienie cegielni miała budowa kolei warszawsko-wiedeńskiej. Na terenie wsi znajdowały się złoża iłu (gliny). Około 1887 roku ziemię te wykupił Korwin z Małopolski budując cegielnię i pałac. Siedziba zarządu znajdowała się przy ul. Wiejskiej 11, a biuro sprzedaży zajmujące się dystrybucją znajdowało się przy ul. Boduena 9 w Warszawie. W 1909 roku cegielnia prezentowała swoje produkty na Ogólnopolskiej Wystawie Przemysłu i Rolnictwa w Częstochowie. W 1945 roku cegielnia nazywała się: Zakłady Ceramiczne "Korwinów" S.A. Cegielnia działała do lat 80. XX wieku. Pałac po pożarze w 1941 roku, odbudowano w 1953 jako biurowiec. Po przeniesieniu zarządu cegielni do Gnaszyna, mieszkali w nim pracownicy cegielni. Obecnie mieszkają w nim osoby prywatne. Jest to budynek o trzech kondygnacjach z dwoma kolistymi narożami, zwieńczony wieżami i murem. Budynki cegielni są obecnie wykorzystywane przez założoną w 1992 roku firmę "Bocar", producenta samochodów pożarniczych. Budynek dawnej Spółki jest zamieszkany przez osoby prywatne. Doły gdzie wydobywano glinę zostały zatopione. Na ich terenie odbywają się święta sobótki.

## Parafia Kościoła rzymskokatolickiego
Większość obszaru wsi podlega parafii św. Jana Chrzciciela w Poczesnej, część parafii Najświętszego Ciała i Krwi Chrystusa we Wrzosowej.

## Zabytki
- młyn wodny pochodzący z 1937 roku. Został on zbudowany, po pożarze poprzedniego, który działał od pocz. XX wieku,
- budynek dworca kolejowego z lat 20. XX wieku na stacji położonej przy szlaku Kolei Warszawsko-Wiedeńskiej na trasie nr 1 Częstochowa – Maczki.

## Galeria

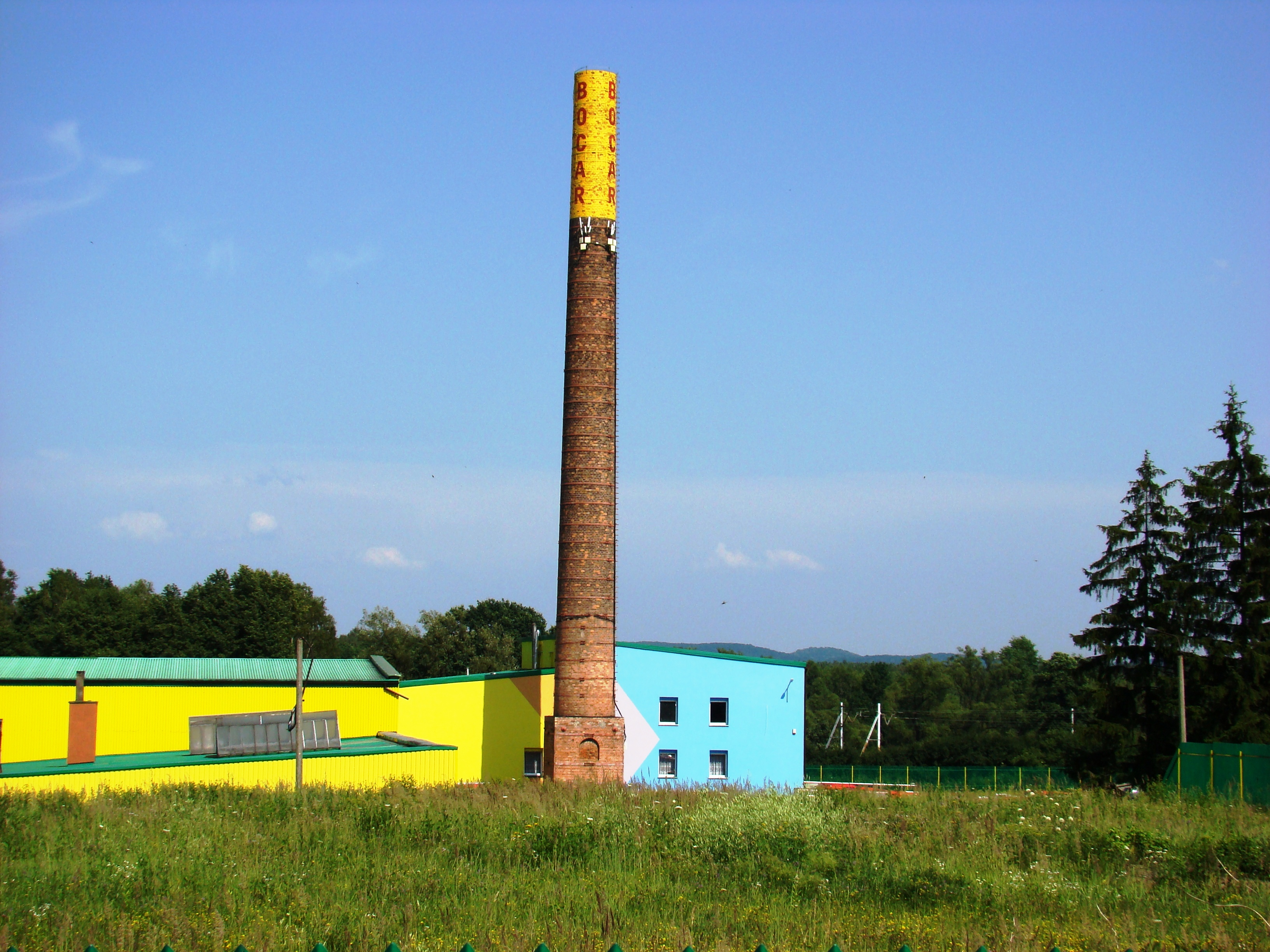
Komin cegielni
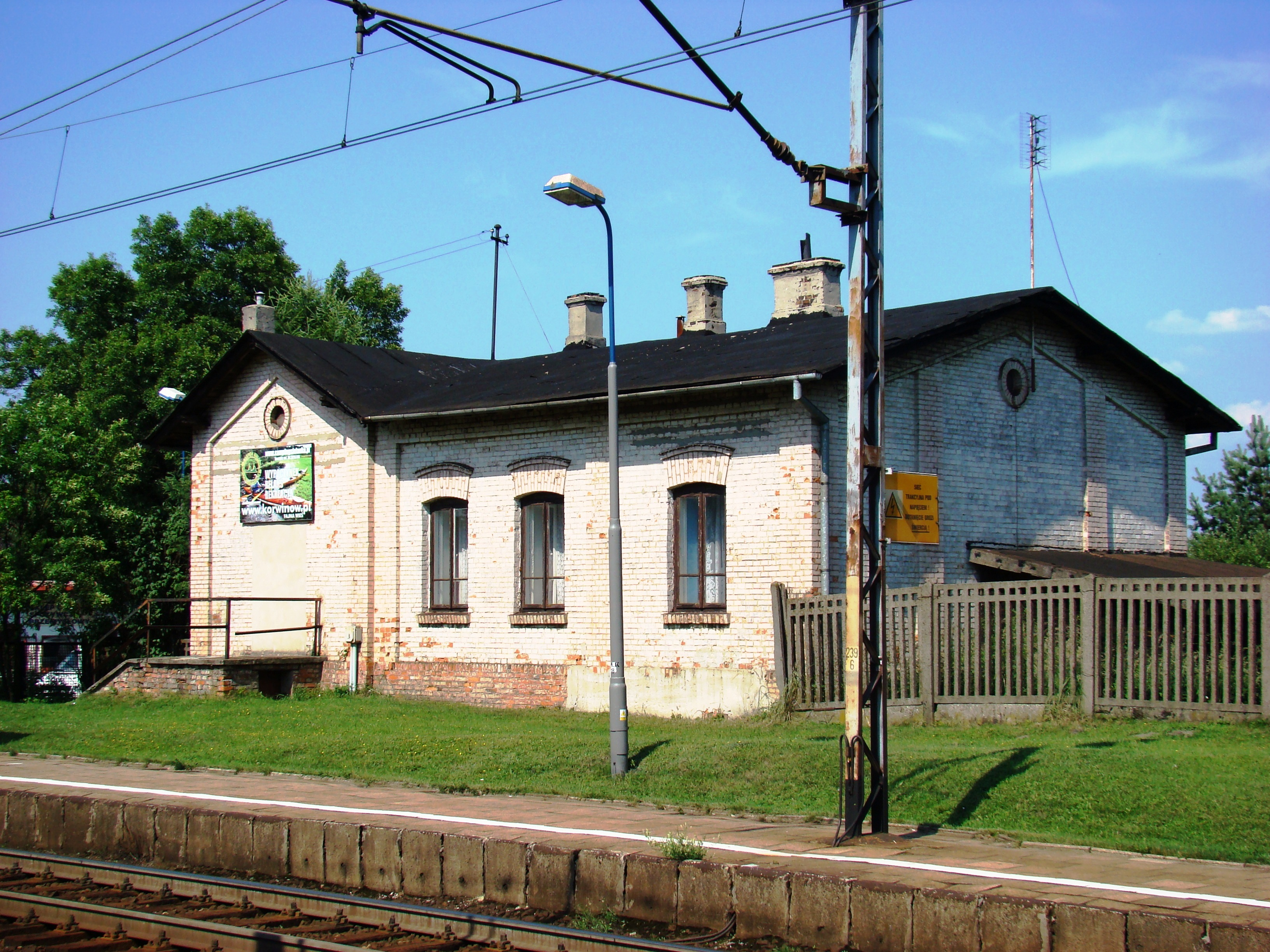
Dworzec kolejowy
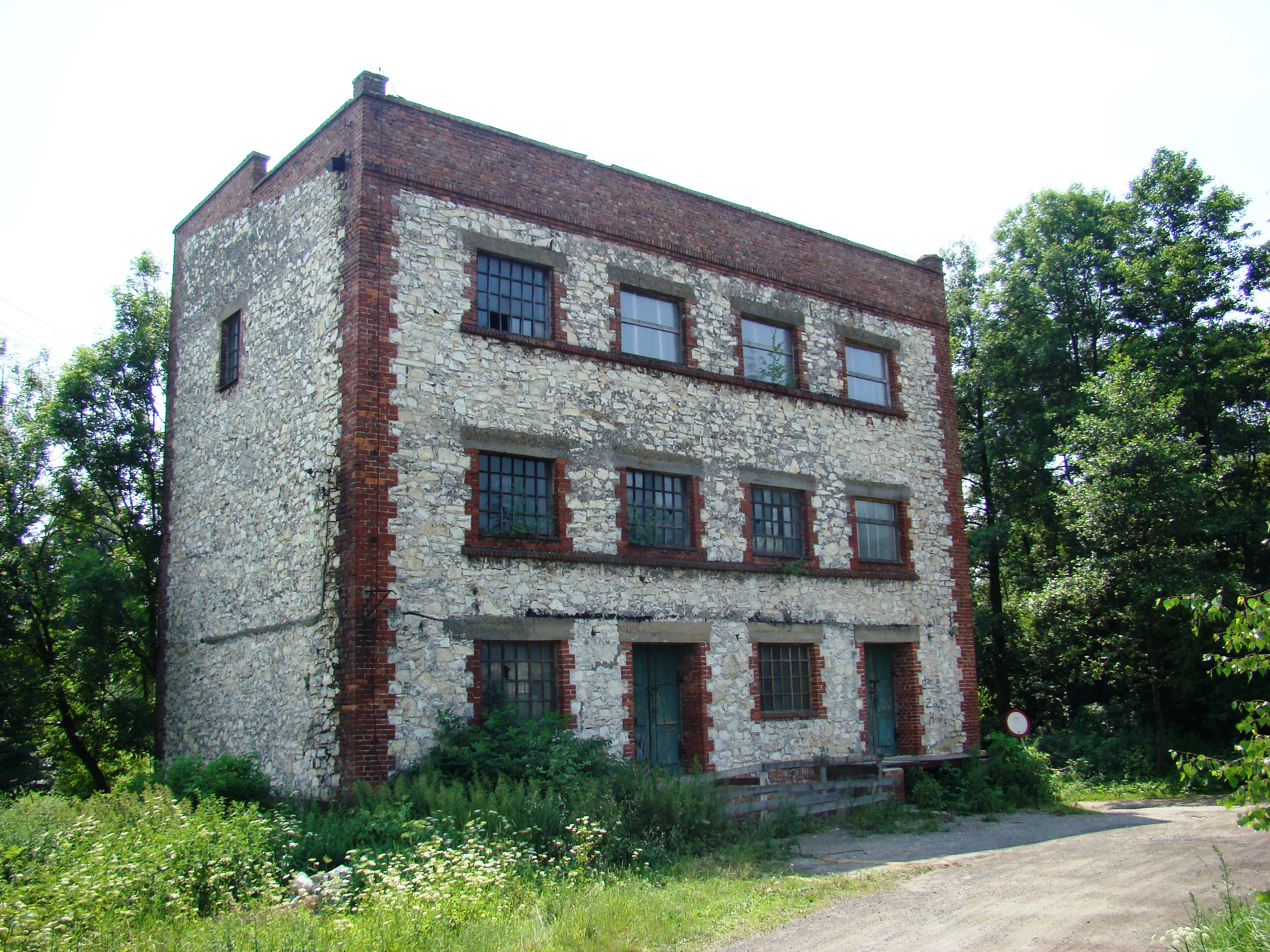
Młyn wodny
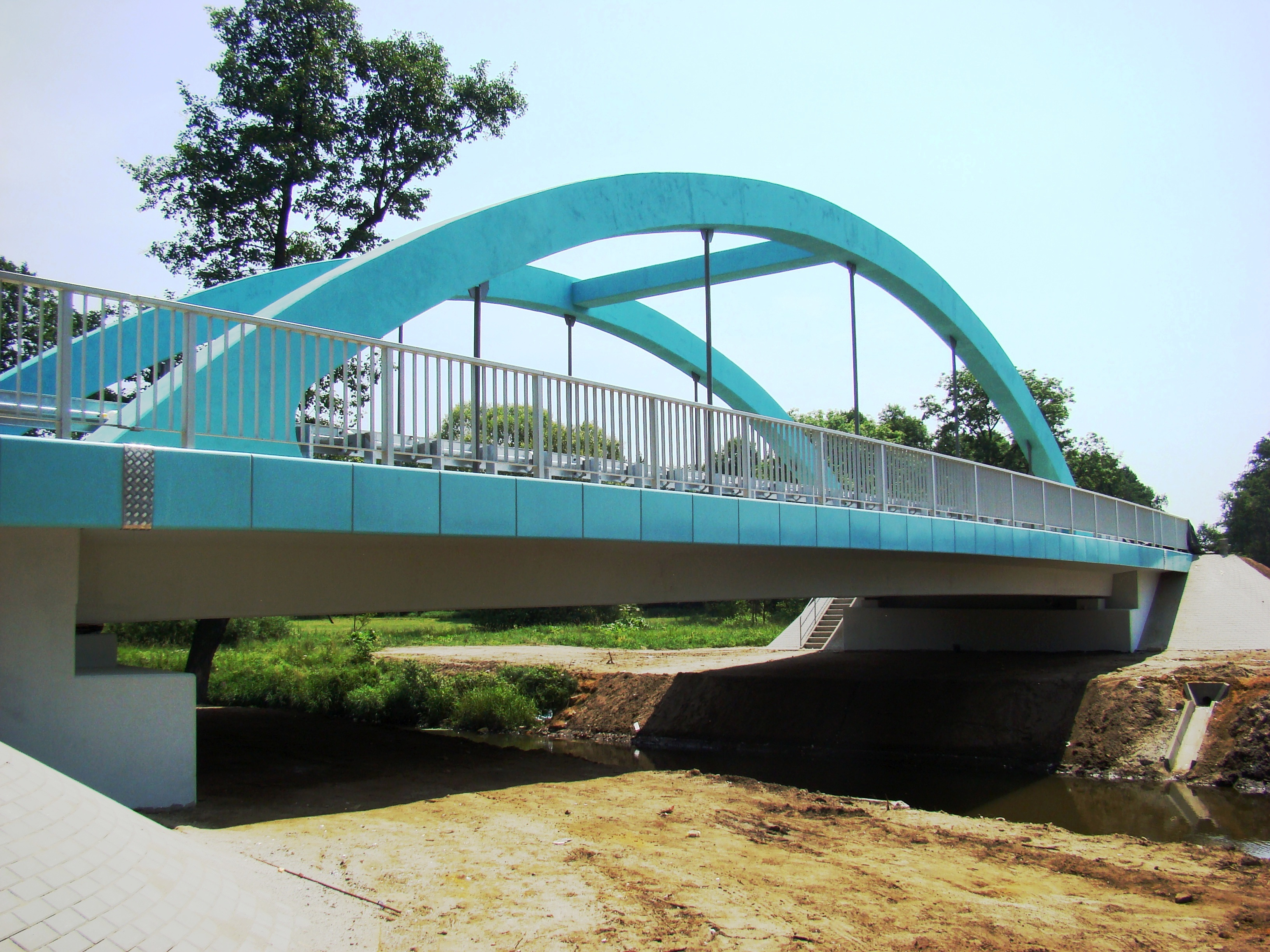
Most nad rzeką Wartą
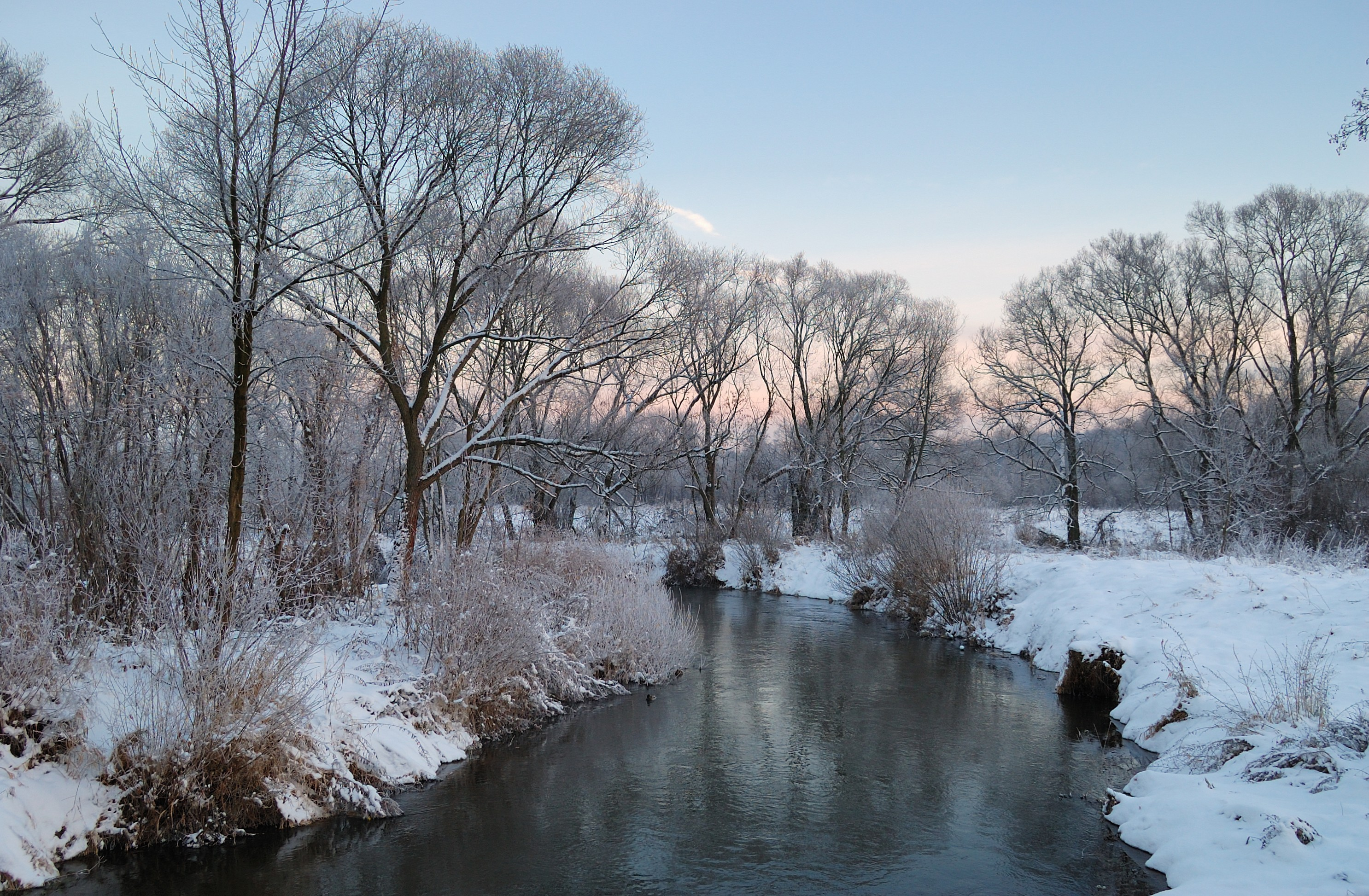
Rzeka Warta zimą
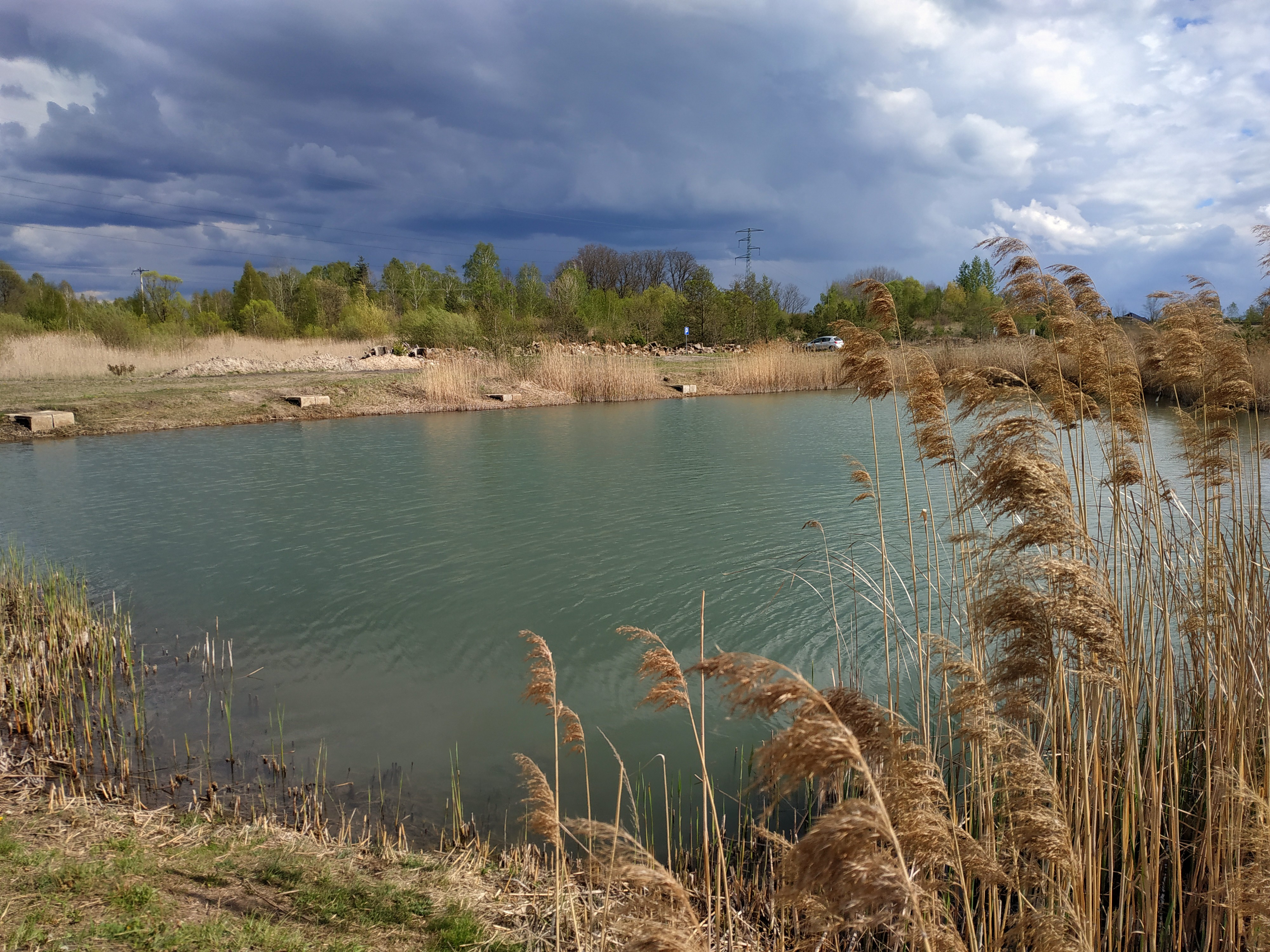
Zbiornik wodny Glinianka